# شهاب الحربي
شهاب الحربي (20 نوفمبر 1995-)، لاعب كرة قدم إماراتي يلعب في الجناح الأيمن والظهير الأيمن وظهير أيسر.

## مسيرة اللاعب
تدرج في المراحل العمرية مع نادي الوحدة (الإمارات) إلى الفريق الأول من ثم انتقل إلى نادي الظفرة انتقال حر في عام 2015 وانتقل في السنة التالية إلى نادي بني ياس ومن ثم انتقل إلى نادي العربي (الإمارات) في صيف 2017 و في عام 2022 انتقل إلى نادي الإمارات. . 

## الحياة الشخصية
هو من عائلة رياضية فهو شقيق كل من اللاعبين سهيل الحربي وشعيب الحربي وإسماعيل الحربي ومنصور الحربي.